# Rogersville (Tennessee)
Pour les articles homonymes, voir Rogersville.
Rogersville est une ville des États-Unis, siège du comté de Hawkins, dans l’État du Tennessee. En 2011, sa population s’élevait à 6 312 habitants.

## Source
- (en) Cet article est partiellement ou en totalité issu de l’article de Wikipédia en anglais intitulé « Rogersville, Tennessee » (voir la liste des auteurs).